# Paysandú Bella Vista
Paysandú Bella Vista – urugwajskim klubem piłkarskim z siedzibą w mieście Paysandú.

## Osiągnięcia
- Copa El País: 1977
- Supercopa del Interior: 1981
- Torneo Mayor del Interior: 1998
- Liga Departamental de Fútbol de Paysandú (11): 1948, 1975, 1976, 1977, 1988, 1991, 1995, 1996, 1998, 2008, 2009

## Historia
Klub założony został w 11 stycznia 1939 roku, a w pierwszej lidze grał ostatnio w roku 2002, kiedy to spadł do drugiej ligi. W roku 2005 klub nie przystąpił do rozgrywek drugiej ligi i spadł do poziomu rozgrywek regionalnych. Obecnie (2010 rok) klub występuje w pierwszej lidze ligi regionalnej Liga Departamental de Fútbol de Paysandú. Barwy klubu żółto-niebiesko-białe.